# Serranía del Imajana
Die Serranía del Imajana ist ein System von Höhenrücken im südamerikanischen Anden-Staat Bolivien.

## Lage
Die Serranía del Imajana ist eine der bolivianischen Voranden-Ketten und liegt zwischen der Serranía de Iniricarsama im Osten und dem der Cordillera de Cochabamba vorgelagerten Bergrücken des Cumbre Chulumani im Westen. Sie erstreckt sich in Nordwest-Südost-Richtung im Departamento Cochabamba über die Landkreise (bolivianisch: Municipios) Tiraque, Totora und Pojo. Im Südwesten wird der Höhenzug durch den Río Ivirizu begrenzt, nach Süden durch den Río Icuna, und nach Osten durch den Río Chimoré. Nach Norden öffnet sich der Höhenzug zu der Ebene zwischen Villa Tunari und Chimoré, die Gesamtlänge des Höhenzuges liegt bei etwa fünfzig Kilometern, seine Breite bei bis zu zwanzig Kilometern. Die höchste Erhebung ist der Cerro Quematio (1896 m) im südöstlichen Teil der Serranía del Imajana.

## Geographie
Die Serranía del Imajana folgt der Auffaltungsrichtung des Anden-Hochgebirges, ohne die absolute Höhe der zentralen Anden-Regionen zu erreichen, ihre Nordflanke ertrinkt in dem Erosionsmaterial, das in Jahrmillionen in das bolivianische Tiefland gewaschen worden ist. Aus der Serranía del Imajana heraus entwässert eine Reihe von kleineren Flüsse in nördlicher Richtung, wie der Río Eñe, Río Uraboca und Río Dogo Poza. Der Höhenzug zusammen mit der östlich anschließenden Serranía de Iniricarsama und Teilen der Serranía Racete ist seit 1991 als Nationalpark Carrasco (Parque Nacional Carrasco) unter Naturschutz gestellt.

## Erschließung
Die Serranía del Imajana ist fast unbesiedelt und nur durch unbefestigte Straßen erschlossen, die vielfältige Flora und Fauna der semihumiden subtropischen Bergwälder sind noch wenig durch den Tourismus erschlossen.